# Strophurus robinsoni
Strophurus robinsoni — вид геконоподібних ящірок родини диплодактилідів (Diplodactylidae). Ендемік Австралії.

## Поширення і екологія
Strophurus robinsoni мешкають в басейнах річок Орд і Кіп на кордоні Західної Австралії та Північної Території. Вони живуть на спінніфексових луках, серед пісковикових скель.